# Gereuth (Rödental)
Gereuth ist ein unbewohnter Ort im Gebiet der oberfränkischen Stadt Rödental im Landkreis Coburg.

## Lage
Der ehemalige Gutsbezirk liegt oberhalb des Froschgrundes mit der Itz, am Fuß der Hohen Schwenge. Die Einöde wurde erstmals 1340 als „Geruthe“ urkundlich erwähnt. 1868 wurde Gereuth nach Waltersdorf eingegliedert.

## Einwohner und Zugehörigkeit
1837 zählte das Domänengut 47 Einwohner. Domänenpächter war von 1887 bis 1917 der spätere Landesökonomierat Gustav Ludwig Dietrich aus Coburg. 1925 umfasste die Siedlung 34 Einwohner und vier Wohngebäude. Die Schule befand sich im 1,2 Kilometer entfernten Mittelberg und die evangelische Kirche im 4,0 Kilometer entfernten Weißenbrunn vorm Wald.
Im Jahr 1950 lebten 44 Personen in vier Wohngebäuden in Gereuth. 1970 waren es 34 Personen.
Am 1. Januar 1971 schloss sich Waltersdorf mit Gereuth der neuen Gemeinde Froschgrund an, die am 1. Mai 1978 zwangsweise aufgelöst und in die Stadt Rödental eingegliedert wurde.
1987 war die Einöde unbewohnt. Ende des 20. Jahrhunderts wurde das Gut bis auf eine Scheune und ein Fachwerkhaus abgerissen.